# تايرون ديفيس (لاعب كرة قدم أمريكية)
تايرون ديفيس (بالإنجليزية: Tyrone Davis)‏ هو لاعب كرة قدم أمريكية أمريكي، ولد في 30 يونيو 1972 في هالفيكس في الولايات المتحدة.

## وصلات خارجية
- تايرون ديفيس على موقع مرجع كرة القدم المحترفة.كوم (الإنجليزية)